# دايفيد كامبل (كاتب)
دايفيد كامبل (بالإنجليزية: David Campbell)  (و. 1948  م) هو ملحن، وموزع (موسيقى)، وكاتب سيناريو كندي، ولد في تورونتو، يستخدم آلات كمان متوسط.
.

## التعليم
تعلم في الكلية الموسيقية في مانهاتن ‏.

## وصلات خارجية
- دايفيد كامبل على موقع IMDb (الإنجليزية)
- دايفيد كامبل على موقع ميوزك برينز (الإنجليزية)
- دايفيد كامبل على موقع قاعدة بيانات برودواي على الإنترنت (الإنجليزية)
- دايفيد كامبل على موقع أول ميوزيك (الإنجليزية)
- دايفيد كامبل على موقع ديسكوغز (الإنجليزية)
- دايفيد كامبل على موقع قاعدة بيانات الفيلم (الإنجليزية)
- دايفيد كامبل في قاعدة بيانات الأفلام على الإنترنت